# Furcsa pár (film)
A Furcsa pár (eredeti cím angolul: The Odd Couple) egy 1968-as amerikai vígjáték, mely két elvált férfi kényszerű együttéléséről szól. A film Neil Simon színdarabjából készült, aki a film forgatókönyvét is írta. Harminc évvel később, 1998-ban folytatás is készült Furcsa pár 2. címmel.

## Cselekmény
Mit tehet az ember, ha elhagyja a felesége és nincs tovább maradása a korábbi közös lakásban? Például beköltözhet a legjobb barátjához. Felix Ungar pontosan ezt teszi, miután felesége elválik tőle, barátjánál, Oscar Madisonnál keres menedéket, amíg talpra áll. Hamarosan kiderül azonban, hogy Oscar nagylelkű ajánlata meggondolatlan döntés volt: Felix rend- és tisztaságmániája, takarításai, hipochondriája és különböző fóbiái rövid úton kiborítják Oscart, aki amúgy az egyik legtrehányabb ember a világon, így akaratlanul is mindig ad okot Felixnek a rendrakásra a lakásában. Oscar előbb tűr, majd kér, végül pedig már gyilkossággal fenyegetőzik, ha Felix még valamit eltörölget, csoda ha mihamarabb meg akar szabadulni tőle?...

## Szereplők
| Szereplő       | Színész        | magyar hang            | magyar hang            | magyar hang            | magyar hang            |
| Szereplő       | Színész        | 1. szereposztás (1971) | 2. szereposztás (1976) | 3. szereposztás (1987) | 4. szereposztás (2000) |
| -------------- | -------------- | ---------------------- | ---------------------- | ---------------------- | ---------------------- |
| Felix Ungar    | Jack Lemmon    | Zenthe Ferenc          | Zenthe Ferenc          | Zenthe Ferenc          | Zenthe Ferenc          |
| Oscar Madison  | Walter Matthau | Somogyvári Rudolf      | Somogyvári Rudolf      | Szilágyi Tibor         | Szilágyi Tibor         |
| Vinnie         | John Fiedler   | Petrik József          | Petrik József          | Verebély Iván          | Harkányi Endre         |
| Murray         | Herb Edelman   | Gelley Kornél          | Nagy Attila            | Versényi László        | Sörös Sándor           |
| Roy            | David Sheiner  | Bozóky István          | Csurka László          | Reviczky Gábor         | Barbinek Péter         |
| Speed          | Larry Haines   | Inke László            | Inke László            | Szatmári István        | Láng József            |
| Cecily         | Monica Evans   | Faragó Vera            | Faragó Vera            | Hernádi Judit          | Spilák Klára           |
| Gwendolyn      | Carole Shelley | Halász Judit           | Halász Judit           | Sáfár Anikó            | Kiss Erika             |
| Pincérnő       | Iris Adrian    | ?                      | Győri Ilona            | Hacser Józsa           | ?                      |
| Hotelrecepciós | John C. Becher | ?                      | ?                      | Szoó György            | ?                      |